# Афанасій (Сахаров)
Єпископ Афанасій (в миру Сергій Григорович Сахаров, 2 липня 1887 року, село Царівка, Кірсановський повіт, Тамбовська губернія - 28 жовтня 1962 року, Петушки, Володимирська область) - єпископ Російської православної церкви, в 1920-х роках - єпископ Ковровський, вікарій Володимирській єпархії. Діяч катакомбного руху. Літургіст .

## Біографія

### Походження
Батько (Григорій), уродженець Суздаля, був радником, мати (Матрона) - походила з селян .

### Освіта
Закінчив Шуйське духовне училище (1902), Володимирську духовну семінарію (1908), Московську духовну академію зі ступенем кандидата богослов'я (1912).

### Чернецтво
12 жовтня 1912 пострижений в чернецтво; 14 жовтня посвячений у сан ієродиякона і 17 жовтня - в сан ієромонаха .
З 6 жовтня 1912 року - викладач пастирських предметів у Полтавській духовній семінарії.
З 28 серпня 1913 року - наглядач Клеванського духовного училища Волинської єпархії.
З 3 вересня 1913 - викладач у Володимирській духовної семінарії по кафедрі гомілетики, завідувач релігійно-моральними читаннями і народними співбесідами при кафедральному Успенському соборі у Володимирі. Нагороджений набедреником.
З 1914 року член ради Православного братства святого Олександра Невського. У 1917 році делегат єпархіального і Всеросійського з'їздів духовенства і мирян, 2-го Всеросійського чернечого з'їзду, член Володимирського єпархіального тимчасового виконавчого комітету. Нагороджений наперсним хрестом.
У 1918-1920 роках - член Володимирського єпархіальної ради від ченців.
20 січня 1920 введений у сан архімандрита.
У 1920- 1921 роках - намісник володимирського Різдвяного монастиря.

### Єпископство
17 червня 1921 року - хіротонія в єпископа Ковровського, вікарія Володимирської єпархії, яку здійснили митрополит Володимирський Сергій (Страгородський), архієпископ Нижньогородський Євдоким (Мещерський) і єпископ Печерський, вікарій Нижегородської єпархії Варнава (Бєляєв). З 18 червня додатково призначений настоятелем Боголюбського монастиря.
30 березня 1922 року заарештований, але звільнений на наступний день.
12 квітня того ж року, єпископ Афанасій та ряд інших іреєв, були заарештовані за так званою «Суздальською церковною справою»: в одному з храмів була розкрадена ризниця, і влада використовувала це для звинувачення архієреїв у протидії вилученню церковних цінностей. 9 червня засуджений до одного року ув'язнення (на наступний день після вироку звільнений за амністією). Митрополит Сергій (Страгородський) був висланий в Нижній Новгород і доручив єпископу Афанасію церковне управління у Володимирі і Володимирському повіті.
Виступав проти обновленства. 
Заарештовувався в липні і вересні 1922 року. Після вересневого арешту був відправлений в Москву, де провів деякий час у Таганській в'язниці. За «обурення народних мас на релігійному грунті» засуджено до двох років заслання в Зирянський край (Комі) (початок заслання - 14 листопада 1922 року). Перебував у засланні в місті Сиктивкар і селі Керчом'я. Звільнений в січні 1925 року.
У лютому 1925 повернувся до Володимира і прийняв на себе управління Володимирській єпархією, як перший помічник архієпископа Володимирського Миколи (Добронравова), висланого в Москву. Однак на вимогу ОГПУ в травні 1925 року мав дати розписку про неуправления єпархією  .
У вересні 1925 прибув на обновленчеський єпархіальний з'їзд, де закликав його учасників покаятися і покинув засідання.
У листопаді 1925 року тимчасово керуючим Володимирській єпархією було призначено єпископа Даміана (Воскресенського). У грудні 1925 Даміан увійшов самочинно в Тимчасову вищу церковну рада (ВВЦС), організовану за підтримки ОГПУ. Після цього єпископ Афанасій взяв на себе управління Володимирською єпархією . 
15 січня 1926 року благословив православних Володимирської єпархії, якщо не буде православного архієрея, «за духовним керівництвом і опікою звертатися до православних архієреїв сусідніх єпархій». У той же день був арештований. Йому інкрімінували епізод з ієромонахом Олександром (Чечелем) і проповіді на свято Святого Георгія. Після виходу з в'язниці 15 березня 1926 року закликав православних Володимирській єпархії звертатися до єпископа Даміана (Воскресенського), який на той час приніс покаяння.
З листопада 1926 року - керуючий Іванівською єпархією. Влада запропонувала йому добровільно виїхати з єпархії або припинити керування церковними справами.
2 січня 1927 заарештований, відправлений до Москви (перебував у в'язниці ОГПУ на Луб'янці і в Бутирській в'язниці). Засуджений до трьох років позбавлення волі за «належність до групи архієреїв, очолюваної митрополитом Сергієм Страгородським». Відбував термін у Соловецькому таборі (табірні пункти Попов острів, Разноволокі, Чупа і Кемь ), де працював сторожем і недовго рахівником. В цей час перехворів на висипний тиф.
У лютому 1930 року висланий на три роки в Туруханський край. У першій половині 1932 року жив там у засланого митрополита Кирила (стан Селіваніха ). У 1933 році повернувся до Володимирської області і вийшов з юрисдикції митрополита Сергія (Страгородського), вважаючи, що той перевищує свої повноваження Заступника Патріаршого місцеблюстителя.
18 квітня 1936 року заарештований за звинуваченням в «зв'язку з Ватиканом» і «з білогвардійцями в Україні». Однак на допитах про це не йшлося, а слідчих цікавили лише причини відмови співпрацювати з лояльним по відношенню до радянської влади митрополитом Сергієм. За створення «контрреволюційної організації Істинно-Православної Церкви» засуджений до п'яти років позбавлення волі в Біломорсько-Балтійських таборах. У таборі недовго працював інкасатором; у нього кримінальники викрали гроші, за що отримав додатково рік позбавлення волі. Працював на лесобіржі, на лісоповалі, на будівництві круглолежневої дороги. Був днювальним, бригадиром лаптеплетной бригади. Один з небагатьох архієреїв, яким вдалося вижити після масових розстрілів політв'язнів у таборах в 1937-1938 роках.
На початку Німецько-радянської війни етапований в Онежські табори, пройшов пішки близько 400 кілометрів, несучи на собі свої речі. Працював на лісобіржі, голодував, бо не виробляв норми. У червні 1942 року звільнений і висланий в Омську область, де працював нічним сторожем. 
З січня по листопад 1943 року проживав в місті Ішимі.
7 листопада 1943 року, під час заслання в місті Ішимі, заарештований за звинуваченням «в проведенні профашистської агітації і поширенні провокаційних чуток і участі в антирадянській агітації» (статті 58-10, 58-11 Кримінального кодексу УРСР) і перевезений до Москви. На допиті 10 квітня 1944 року заявив: «Я не міг примиритися з радянською владою, яка не визнає релігію». У 1944 році у справі «Антирадянське церковне підпілля» засуджений до восьми років позбавлення волі. Утримувався в Сибірських, потім з грудня 1946 по липень 1947 року в Темниковского таборах, з липня 1947 го в Дубравлазі. Працював асенізатором, займався плетінням личаків. З 1947 року - на інвалідності за віком.
У 1945 році визнав законність обрання Патріархом Алексія I. Сам патріарх Алексій I в 1955 році прийняв у спілкування єпископа Афанасія без будь-якого натяку на необхідність покаяння в нібито вчинений розкол .

### Останні роки життя

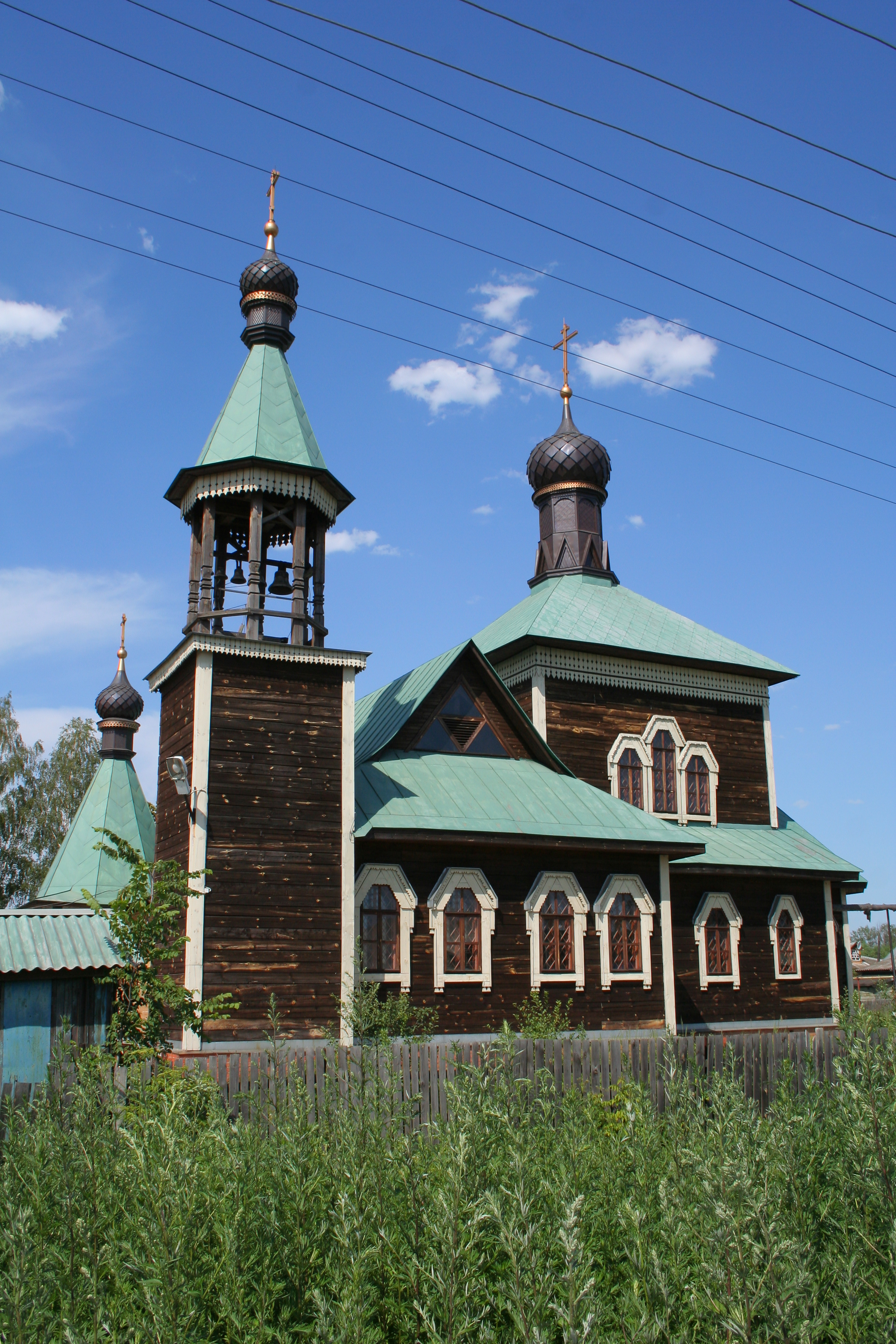
Храм Афанасія Ковровського в Півниках

Після звільнення з табору, в період з травня 1954 по березень 1955 року утримувався в Зубово-Полянського будинку інвалідів. У березні 1955 року йому було дозволено виїхати в місто Тутаев, звідки в жовтні того ж року він переїхав до міста Петушки.
Після звільнення працював над дослідженням православного богослужіння, житій російських святих і склав ґрунтовну працю «Про поминання покійних за статутом Православної Церкви». З 1955 року був головою богослужбової-календарної комісії при видавництві Московської патріархії і вніс чимало виправлень в святці.

## Канонізація

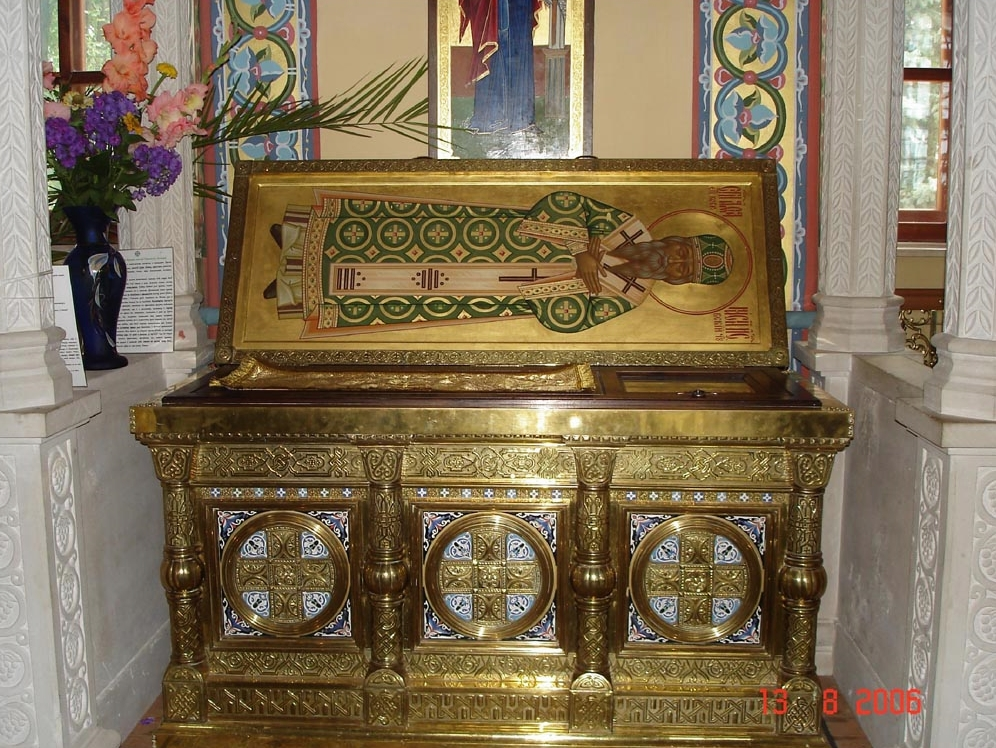
Рака з мощами святителя Афанасія в храмі Різдва Христового Богородице-Різдвяного монастиря у Володимирі. Мощі спочивають у вбранні, що належав особисто святителю. Архітектор В. А. Звёздкін

Канонізований Архієрейським собором Російської православної церкви в серпні 2000 року в лику новомучеників і сповідників Російських. Мощі священносповідника 29 жовтня 2000 року було перенесено хресним ходом з Князь-Володимирського цвинтарного храму в володимирський Богородице-Різдвяний монастир , де знаходяться понині.
26 жовтня 2002 року відбулися велике освячення храму в ім'я святителя Афанасія Ковровського в Півниках. Храм освятили Патріарший екзарх всієї Білорусі, митрополит Мінський і Слуцький Філарет і архієпископ Володимирський і Суздальський Євлогій у співслужінні численного духовенства.
4 жовтня 2012 року рішенням Священного синоду Російської православної церкви затверджений і рекомендований до загальноцерковного богослужбовому вживання текст служби священносповідник Опанасу (Сахарову), єпископу ковровского .

## Твори
- Проект постанови про нагороди священно-церковнослужителів, про богослужбових відмінності і першості при священнослужінні // ГАРФ. Ф. 3431. Оп. 1. Д. 316. Л. 356-361.
- Листи до Фонду допомоги політичним в'язням // ГАРФ. Ф. 8409. Оп. 1. Д. 4. Л. 259-259 об .; Д. 5. Л. 222-225, 343-344; Д. 7. Л. 242-243 об .; Д. 27. Л. 70-71; Д. 725. Л. 148.
- Служба всім святим, в землі Россійстей просіявшим. [Архівовано 28 квітня 2022 у Wayback Machine.] М., 1918 (М., 1995. 4-е изд. ).
- Попереднє повідомлення до месяцеслову // Православний церковний календар на 1958 р М., 1957. С. 5-6.
- Про шестопсалмия [Архівовано 6 березня 2021 у Wayback Machine.] // Журнал Московської Патріархії. - 1957. - № 1. - С. 28.
- Про єктенії після повечір'я і полунощніци // Журнал Московської Патріархії. - 1957. - № 2. - С. 20-21.
- Die Fürbitte für die Verstorbenen nach den Ordnungen der Orthodoxen Kirche // Stimme der Orthodoxie . - 1962. - № 2. - S. 40-45.(нім.)
- Святкування Пресвятій Владичиці нашої Богородиці ради ікони Її, іменуемия «Максимовська» // Мінея (МП). Квіт. Ч. 2. С. 52-60.
- Дати та етапи мого життя [Архівовано 10 лютого 2021 у Wayback Machine.] // ВРСХД 1966. № 81. С. 13-17.
- Про поминання покійних за статутом Православної Церкви [Архівовано 25 січня 2021 у Wayback Machine.] // Вісник Російського Західно-Європейського патріаршого екзархату. - 1969. - № 66. - С. 103-129; № 69. - С. 38-63; № 70-71. - С. 182-214; № 73-74. - С. 91-111; № 75-76. - С. 227-239; № 77. - С. 76-94; № 78-79. - С. 178-188; № 85-88. - С. 201-274; № 91-92. - С. 203-214; № 93-96. - С. 159-181; № 89-90. - С. 117-129 (СПб .: Сатіс', 1999. - 233 [5] с. - ISBN 5-7373-0080-3 ).
- Чи можна відвідувати храми Московської патріархії // ВРСХД. 1972. № 106. С. 92-97.
- Святіший Патріарх Тихон в спогадах сучасників («Гірко») // Журнал Московської Патріархії. - 1993. - № 12. - С. 21-22.
- Про свято Всіх святих, в землі Руській, і про службу на це свято // Вчені записки Рос. православного ун-ту ап. Іоанна Богослова. - 1995. - № 1. - С. 91-101.
- Листування Д. П. Огіцкого з єпископом Афанасієм (Сахаровим) [Архівовано 30 липня 2020 у Wayback Machine.] // Журнал Московської Патріархії. - 1997. - № 7. - С. 66-80.
- Настрій віруючої душі по Тріодь Пісна [Архівовано 2 березня 2021 у Wayback Machine.] - М .: Новоспасский монастир, 1997..
- Молитвослів'я за трапезою. [Архівовано 14 лютого 2021 у Wayback Machine.] М., 1998..
- Про внесення в церковний календар всіх російських пам'ятей // Богословські праці. 1998. Т. 34. С. 356-361. Звернення до представників влади // Богословський збірник. 1999. Вип. 4. С. 225-252.
- Молитва всіх вас врятує. М., 2000..
- Збори листів святителя Афанасія (Сахарова) [Архівовано 1 листопада 2020 у Wayback Machine.] / під ред. В. Кисіль. - М .: Правило віри; Вид-во Стрітенського монастиря, 2001.. - (Російське православ'я XX століття).
- Молитви. М., 2001..
- Твій есмь аз [Зб. листів]. М., 2009.
- Молитвослів'я за трапезою. М. 2017.